# سلینا اوزون دوغان
سلینا اوزون دوغان (به ارمنی Սելինա Օզուզուն Դողան - به ترکی Selina Özuzun Doğan)، (زاده ۱۹۷۷ میلادی، در استانبول)، اولین نماینده ارمنی زن در مجلس ملی کبیر ترکیه است.

## زندگی‌نامه
سلینا اوزون تحصیلات ابتدایی را در مدرسه ارمنیان گذرانده و دبیرستان را در مدرسه فرانسویان استانبول؛ پس از فارغ‌التحصیلی از دبیرستان در رشته حقوق در دانشگاه استانبول به تحصیل پرداخت و تا قبل از انتخاب شدن در مجلس به فعالیت وکالت مشغول بود، به گفته او در کنار حرفه شخصی اش همواره فعالیتهایی در جامعه ارمنی نیز داشته، به طوری که با مسائل و مشکلات جامعه ارمنی ترکیه آشنایی کامل دارد. علاوه بر این، پدرش «یرواند اوزون» نیز از اعضای حزب جمهوری‌خواه می‌باشد و در حال حاضر معاون شهرداری منطقه باقرکوی استانبول و یکی از مشاوران سابق رهبر مذهبی جامعه ارمنی ترکیه می‌باشد. همسر او «اردال دوغان»، حقوقدان، وکیل، فعال حقوق بشر و روزنامه‌نگار می‌باشد.

## سیاست
سلینا اوزون با موفقت کمال قلیچ دار اوغلو به عنوان نماینده‌ای از طرف گروه‌های اقلیت از سوی حزب جمهوری‌خواه خلق نامزد انتخابات سراسری ترکیه (ژوئن ۲۰۱۵) در حوزه شماره دو استانبول شد.
در مورد نحوه نامزدی از سوی حزب، سلینا دوغان می‌گوید:
«قبل از انتخابات، هنگامی که در حزب تصمیم گرفته شد که در فهرست اسامی نامزدهای انتخاباتی نام یک نفر از سوی جامعه ارمنی نیز جای گیرد، ابتدا نام پدر من مطرح گردید، ولی از آنجایی که مسئولین حزب مایل بودند که حتماً یک زن نامزد باشد، نام من مطرح و پیشنهاد شد. حمایت فراوانی در حزب کسب کردم.»